# Erinn Westbrook
Erinn Veronica Westbrook (Long Island, 12 gennaio 1991) è un'attrice e modella statunitense, nota principalmente per il ruolo di Magnolia Barnard nella serie TV Insatiable e di Tabitha Tate in Riverdale.

## Biografia
Erinn è nata a Long Island, New York, ma si è trasferita a Town and Country, nel Missouri, quando aveva sei anni. Ha frequentato la John Burroughs School, dove era il capitano della squadra delle cheerleader. Si è laureata all'Università di Harvard, dove si è specializzata in inglese, letteratura americana e lingue. 

## Filmografia

### Cinema
- In a World... - Ascolta la mia voce, regia di Lake Bell (2013)
- 72 Hours: A Brooklyn Love Story, regia di Raafi Rivero (2016)

### Televisione
- 1000 modi per morire – documentario TV, ep. 4x14 (2011)
- Switched at Birth - Al posto tuo – serie TV, 1 episodio (2012)
- Mr. Box Office – serie TV, 22 episodi (2012-2013)
- Dog with a Blog – serie TV, ep. 1x13 (2013)
- Twisted – serie TV, ep. 1x11 (2013)
- See Dad Run – serie TV, ep. 2x8, 2x10 (2013)
- Glee – serie TV, 7 episodi (2013)
- Supernatural – serie TV, ep. 9x20 (2014)
- Bones – serie TV, ep. 10x03 (2014)
- Diario di una nerd superstar – serie TV, 17 episodi (2014-2015)
- Constantine – serie TV, ep. 1x11 (2015)
- NCIS - Unità anticrimine – serie TV, ep. 13x09 (2015)
- Stitchers – serie TV, ep. 1x06 (2015)
- The Night Shift – serie TV, ep. 3x05 (2016)
- Jane the Virgin – serie TV, ep. 2x09, 2x14 (2016)
- How to Be a Vampire – serie TV, 5 episodi (2016)
- The Tap – serie TV, ep. 1x01 (2017)
- Un amore improvviso (Love on the Vines), regia di Bradford May – film TV (2017)
- Life After First Failure – serie TV, 3 episodi (2017)
- Legacies – serie TV, ep. 1x07 (2018)
- Insatiable – serie TV, 19 episodi (2018-2019)
- The Resident – serie TV, 7 episodi (2019-2020)
- Riverdale – serie TV, 34 episodi (2021-2023)
- Consigli d'amore (Advice to Love By), regia di Heather Hawthorn Doyle - film TV (2021)

## Doppiatrici italiane
Nelle versioni in italiano dei suoi lavori, Erinn Westbrook è stata doppiata da:
- Monica Vulcano in Glee, Insatiable
- Letizia Scifoni in Diario di una nerd superstar
- Eva Padoan in Un amore improvviso
- Letizia Ciampa in Legacies
- Sophia De Pietro in The Resident
- Serena Sigismondo in Riverdale
- Elena Perino in Consigli d'amore
- Loretta Di Pisa in Station 19